# Burghaslach
Burghaslach è un comune tedesco di 2 534 abitanti, situato nel land della Baviera. 

## Storia
Burghaslach come villaggio indipendente è rilevabile dal 1136 da atti documentari, ma in un documento del monastero di Fulda risalente al XII secolo è segnalata la presenza di un centro abitato fin dal IX secolo, e anche il nome suggerisce che la fondazione deve risalire all'epoca carolingia. 
Nel 1806 Burghaslach viene inglobato nel Regno di Baviera.

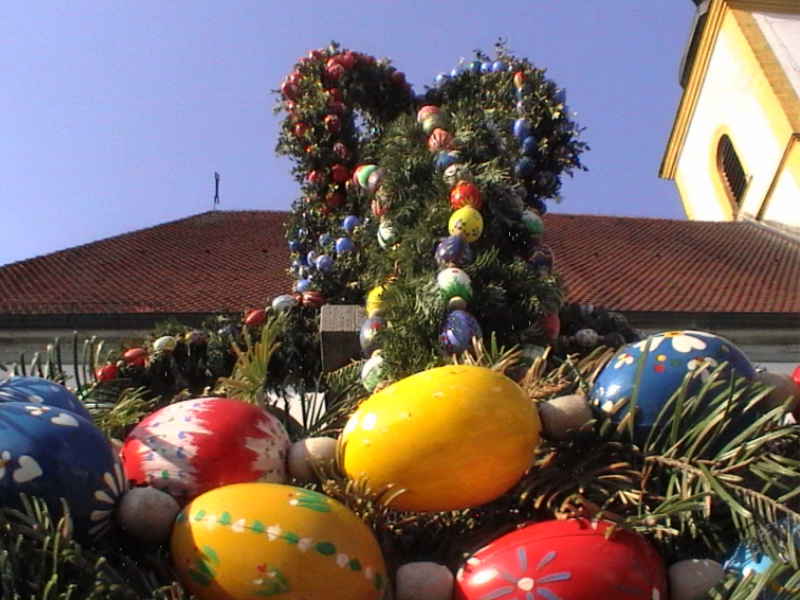
Fontana di mercato in Burghaslach, sullo sfondo la chiesa di Santo Egidio

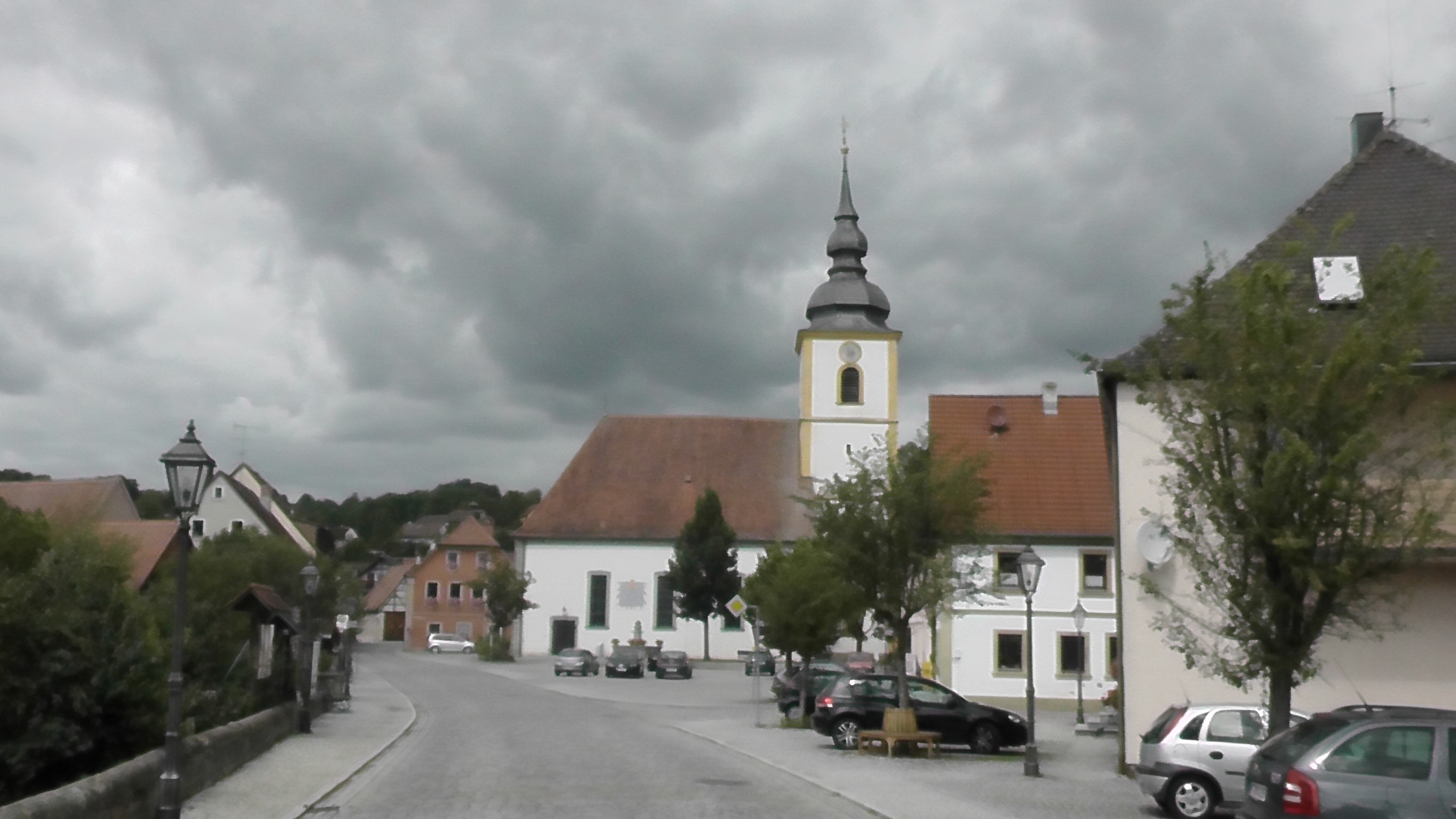
Piazza di mercati nello Burghaslach con chiesa evangelica di Santo Egidio